# Utabaenetes tanneri
Utabaenetes tanneri is een rechtvleugelig insect uit de familie grottensprinkhanen (Rhaphidophoridae). De wetenschappelijke naam van deze soort is voor het eerst geldig gepubliceerd in 1970 door Tinkham.
1. ↑  (en) Utabaenetes tanneri op de IUCN Red List of Threatened Species.